# Róbert Varga
Róbert Varga (ur. 25 listopada 1986 w Győr) – węgierski piłkarz, występujący na pozycji obrońcy.